# Luc Bondy
Pour les articles homonymes, voir Bondy (homonymie).
Luc Bondy est un metteur en scène, acteur et réalisateur suisse, né le 17 juillet 1948 à Zurich et mort le 28 novembre 2015 dans la même ville. Sa carrière, commencée en Allemagne, s'est ensuite déroulée dans différents pays, notamment en France, où il est directeur de 2012 à 2015 du théâtre de l'Odéon.

## Biographie
Luc Bondy est le fils du journaliste et auteur suisse François Bondy (1915-2003), et le petit-fils de Fritz Bondy (1888-1980), alias « N. O. Scarpi », écrivain et metteur en scène suisse originaire de Prague. Il passe une partie de son enfance et de son adolescence en France, à Paris où il suit l'enseignement de Jacques Lecoq.
Il s'installe en 1969 à Hambourg où il monte plusieurs pièces (Genet, Ionesco, Shakespeare, Goethe…), puis, de 1974 à 1976, travaille à la Städtische Bühne — théâtre municipal — de Francfort. À partir de 1981, il travaille à Cologne, où il présente notamment Yvonne, princesse de Bourgogne de Witold Gombrowicz, Oh les beaux jours de Beckett et Macbeth de Shakespeare, en 1982.
De 1985 à 1987, il est codirecteur, avec les dramaturges Dieter Sturm et Christoph Leimbacher, de la Schaubühne de Berlin succédant à Peter Stein.
En 1994, il est élu membre de l'Académie des arts de Berlin.
Il rencontre aussi le succès en France, notamment au Théâtre des Amandiers de Nanterre ou au Théâtre du Rond-Point, et dans toute l'Europe, se consacrant également à la mise en scène d'opéras et dirige, de 2002 à 2013, le festival de Vienne (Wiener Festwochen) en Autriche.
Nommé par Frédéric Mitterrand, ministre de la Culture, (en fait Nicolas Sarkozy, puisqu'il revient au Président de la République de nommer les Directeurs des Théâtres nationaux) en mars 2012 à la direction du théâtre de l'Odéon, cette nomination déclenche une polémique liée à la non-reconduction de son prédécesseur Olivier Py à la tête du théâtre. Lors de sa première saison, Bondy monte Les Beaux Jours d’Aranjuez de Peter Handke, et Le Retour de Harold Pinter.
Il s'est également illustré dans la mise en scène d'opéra. Parmi ses réalisations marquantes, citons sa Tosca, inaugurée au Metropolitan Opéra de New York en 2009 avant d'être reprise un peu partout dans le monde et notamment tous les ans à l'Opéra de Munich. Rompant avec la traditionnelle mise en scène de Zeffirelli, en vogue au MET depuis 1985, cette nouvelle approche fit scandale avant de s'imposer comme une référence dans cette œuvre de Puccini.
De 1997 à sa mort, il a enseigné la mise en scène au Séminaire Max Reinhardt, école d'art dramatique autrichienne.

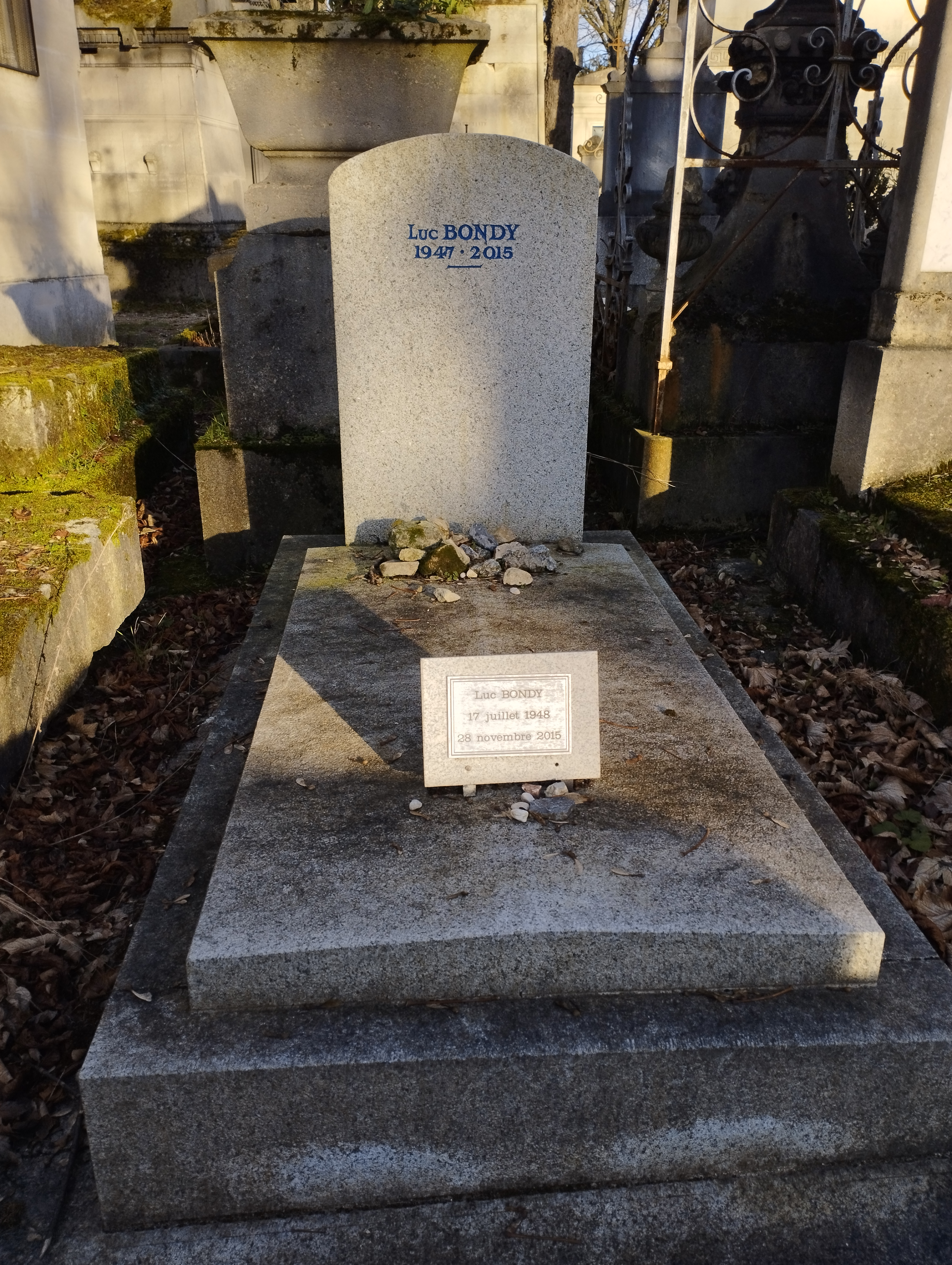
Tombe de Luc Bondy au cimetière du Père-Lachaise (division 49).

Il est inhumé au cimetière du Père-Lachaise (49e division).

## Filmographie

### Acteur
- 1981 : Les Années de plomb (Die Bleierne Zeit) de Margarethe von Trotta
- 1993 : L'Absence de Peter Handke

### Réalisateur
- 1979 : Die Ortliebschen Frauen
- 1988 : Terre étrangère d'après sa mise en scène de la pièce d'Arthur Schnitzler
- 2004 : Ne fais pas ça !
- 2015 : Les Fausses Confidences, téléfilm

### Scénariste
- 2003 : La Pornographie de Jan Jakub Kolski
- 2004 : Ne fais pas ça !
- 2015 : Les Fausses Confidences, téléfilm

## Théâtre et opéra

### 1970-1979
- 1971 : Le Fou et la Nonne de Stanisław Ignacy Witkiewicz, Jeune Théâtre Göttingen
- 1971 : Les Bonnes de Jean Genet, Fabrik Hambourg
- 1972 : Liberté à Brême de Rainer Werner Fassbinder, Städtische Bühnen Nuremberg
- 1972 : Les Chaises d'Eugène Ionesco, Städtische Bühnen Nuremberg
- 1972 : Léonce et Léna de Georg Büchner, Schauspielhaus Düsseldorf
- 1973 : Comme il vous plaira de William Shakespeare, Wuppertaler Bühnen Wuppertal
- 1973 : Stella de Goethe, Staatstheater Darmstadt
- 1973 : La Mer d'Edward Bond, Resindenztheater Munich
- 1974 : La Foi, la charité, l'espérance d'Ödön von Horváth, Deutsches Schauspielhaus Hambourg
- 1974 : Le Pianiste permanent d'Horst Laube, Städtische Bühnen Francfort
- 1975 : Le Triomphe de l'amour de Marivaux, Städtische Bühnen Francfort
- 1975 : Le Mariage du pape d'Edward Bond, Städtische Bühnen Francfort
- 1976 : La Wupper d'Else Lasker-Schüler, Schaubühne am Halleschen Ufer Berlin
- 1977 : On ne badine pas avec l'amour d'Alfred de Musset, Schaubühne am Halleschen Ufer Berlin
- 1977 : Lulu opéra d'Alban Berg, Staatsoper Hambourg
- 1977 : Les Revenants d'Henrik Ibsen, Deutsches Schauspielhaus Hambourg
- 1978 : Platonov d'Anton Tchekhov, Freie Volksbühne Berlin

### 1980-1989
- 1981 : Wozzeck opéra d'Alban Berg, Staatsoper Hambourg
- 1981 : Yvonne, princesse de Bourgogne de Witold Gombrowicz, Bühnen der Stadt Cologne
- 1981 : Oh les beaux jours de Samuel Beckett, Bühnen der Stadt Cologne
- 1982 : Macbeth de William Shakespeare, Bühnen der Stadt Cologne
- 1982 : Kalldewey, Farce de Botho Strauss, Schaubühne am Lehniner Platz Berlin
- 1982 : Au but de Thomas Bernhard, Bühnen der Stadt Cologne
- 1983 : Été d'Edward Bond, Kammerspiele Munich
- 1984 : Così fan tutte de Mozart, Théâtre de la Monnaie Bruxelles
- 1984 : Terre étrangère d'Arthur Schnitzler, Théâtre des Amandiers
- 1986 : La Guide de Botho Strauss, Schaubühne am Lehniner Platz Berlin
- 1986 : Cœur ardent d'Alexandre Ostrovski, Schaubühne am Lehniner Platz Berlin
- 1987 : Le Misanthrope de Molière, Schaubühne am Lehniner Platz Berlin
- 1988 : Le Conte d'hiver de William Shakespeare, Théâtre des Amandiers, Festival d'Avignon
- 1989 : Le Temps et la Chambre de Botho Strauss, Schaubühne am Lehniner Platz Berlin
- 1989 : Le Chemin solitaire d'Arthur Schnitzler, Théâtre du Rond-Point
- 1989 : Le Couronnement de Poppée de Claudio Monteverdi, Théâtre de la Monnaie Bruxelles

### 1990-1999
- 1990 : Don Giovanni de Mozart, Wiener Staatsoper Vienne
- 1990 : Le Conte d'hiver de William Shakespeare, Schaubühne am Lehniner Platz Berlin
- 1992 : Chœur final de Botho Strauss, Schaubühne am Lehniner Platz Berlin
- 1992 : Salomé de Richard Strauss, Salzbourg, Florence, Londres, Paris
- 1993 : John Gabriel Borkman d'Henrik Ibsen, Théâtre Vidy-Lausanne, Odéon-Théâtre de l'Europe
- 1993 : Reigen, opéra de Philippe Boesmans d'après Arthur Schnitzler, Théâtre de la Monnaie Bruxelles
- 1993 : L'Équilibre de Botho Strauss, Festival de Salzbourg
- 1994 : L'heure où nous ne savions rien l'un de l'autre de Peter Handke, Schaubühne am Lehniner Platz Berlin, Théâtre du Châtelet
- 1995 : Les Noces de Figaro de Mozart, Festival de Salzbourg
- 1995 : L'Illusionniste et Rêvons ! de Sacha Guitry, Schaubühne am Lehniner Platz Berlin
- 1996 : Jouer avec le feu d'August Strindberg, Théâtre des Bouffes du Nord, Théâtre Vidy-Lausanne
- 1996 : Don Carlos de Giuseppe Verdi, Théâtre du Châtelet
- 1998 : Phèdre de Jean Racine, Théâtre Vidy-Lausanne, Odéon-Théâtre de l'Europe
- 1999 : Figaro divorce d'Ödön von Horváth,
- 1999 : En attendant Godot de Samuel Beckett, Théâtre Vidy-Lausanne, Odéon-Théâtre de l'Europe
- 1999 : Macbeth de Giuseppe Verdi, Édimbourg, Vienne
- 1999 : Wintermärchen, opéra de Philippe Boesmans d'après William Shakespeare

### 2000-2009
- 2000 : Fantaisie du sort de Botho Strauss, avec des élèves comédiens du Séminaire Max Reinhardt
- 2000 : La Mouette d'Anton Tchekhov, Vienne
- 2000 : Trois Vies de Yasmina Reza, Akademietheater de Vienne
- 2001 : Le Tour d’écrou, opéra de Benjamin Britten, livret Myfanwy Piper d’après le roman d'Henry James, Festival international d'art lyrique d'Aix-en-Provence
- 2002 : Auf dem Land d’après La Campagne de Martin Crimp, Schauspielhaus Théâtre de la Colline
- 2002 : Anatol d’Arthur Schnitzler, Burgtheater de Vienne
- 2004 : Une pièce espagnole de Yasmina Reza, Théâtre de la Madeleine
- 2004 : Cruel and Tender de Martin Crimp, Théâtre des Bouffes du Nord
- 2004 : Hercules de Georg Friedrich Haendel, Festival international d'art lyrique d'Aix-en-Provence, Vienne
- 2005 : Viol de Botho Strauss, Odéon-Théâtre de l'Europe
- 2005 : Julie, opéra de Philippe Boesmans, Bruxelles, Vienne, Festival international d'art lyrique d'Aix-en-Provence
- 2006 : Idomeneo, re di Creta de Mozart, Opéra Garnier
- 2007 : La Seconde Surprise de l'amour de Marivaux, Théâtre des Amandiers
- 2008 : La Seconde Surprise de l'amour de Marivaux, Théâtre des Bouffes du Nord, Théâtre des Célestins
- 2009 : Yvonne, princesse de Bourgogne, opéra de Philippe Boesmans d'après Witold Gombrowicz, Opéra Garnier
- 2009 : Tosca opéra de Giacomo Puccini d'après la pièce de Victorien Sardou, Metropolitan Opera

### 2010-2016

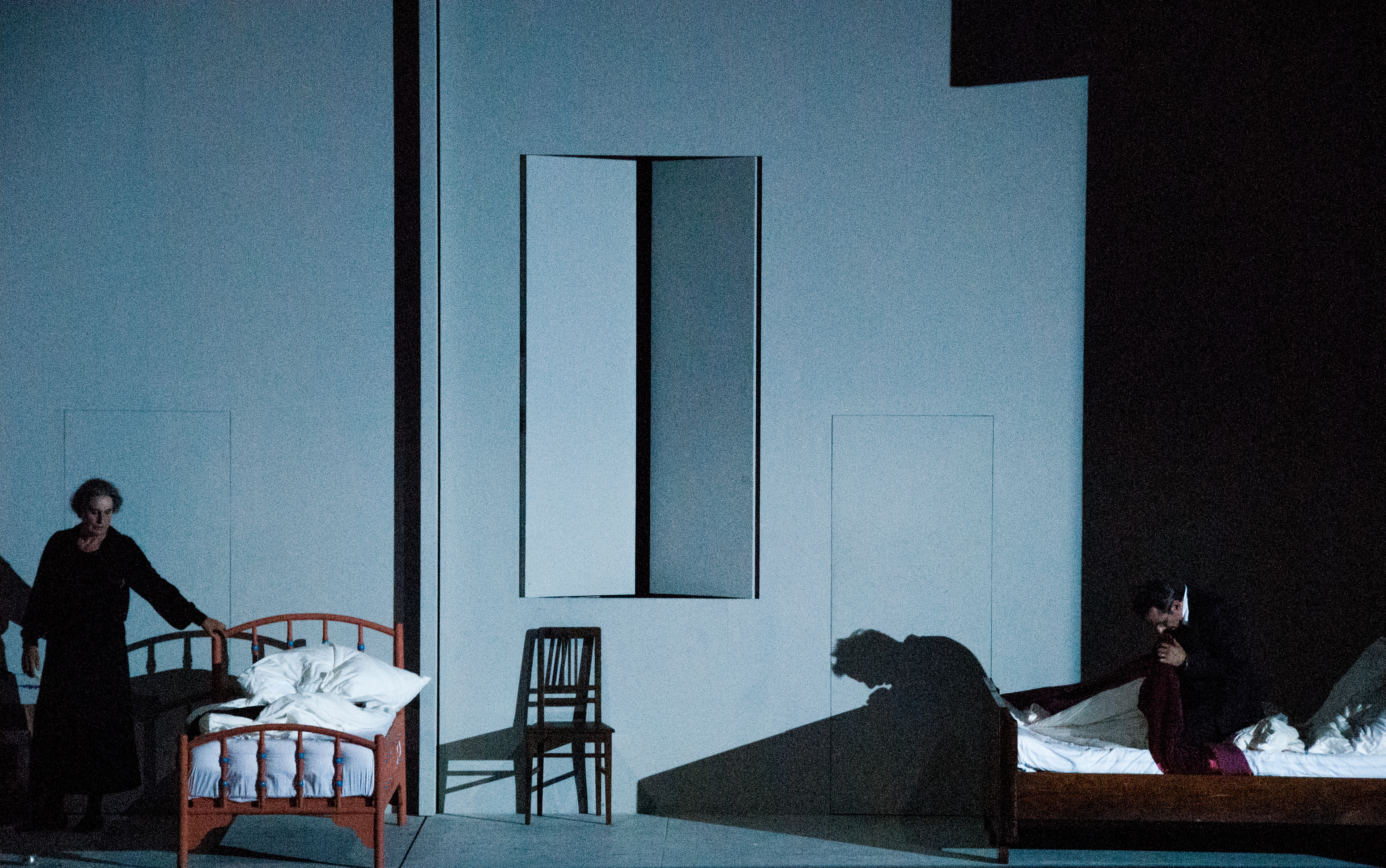
Charlotte Salomon, création du festival de Salzbourg en 2014.

- 2010 : Sweet Nothings d’après Arthur Schnitzler, texte David Harrower, Young Vic Theater Londres
- 2010 : Les Chaises d'Eugène Ionesco, théâtre Nanterre-Amandiers
- 2012 : Le Retour d'Harold Pinter au théâtre de l'Odéon
- 2014 : Les Fausses Confidences de Marivaux, au théâtre de l'Odéon, théâtre des Célestins
- 2014 : Charlotte Salomon de Barbara Honigmann (livret) et Marc-André Dalbavie (musique) au festival de Salzbourg
- 2014 : Le Tartuffe de Molière, théâtre de l'Odéon
- 2015 : Ivanov d'Anton Tchekhov, théâtre de l'Odéon
- 2016 : Le Tartuffe de Molière, théâtre de l'Odéon

## Récompenses et distinctions
- 1981 : Grand prix du jeune cinéma, Festival international du jeune cinéma de Hyères pour Die Ortliebschen Frauen
- 1983 : Prix de la critique allemande pour Terre étrangère
- Molières 2011 : Nomination au Molière du théâtre public pour Les Chaises d'Eugène Ionesco, théâtre Nanterre-Amandiers
- 2013 : prix Nestroy de théâtre pour l'ensemble de son œuvre
- 2014 : 
  - Prix de l'Académie de Berlin
  - Officier de l'ordre de la Légion d'honneur[9]

## Publications
- La Fête de l'instant Dialogues avec Georges Banu, Actes Sud, 1996
- Dites moi qui je suis pour vous, Grasset, 1999
- Mes dibbouks, Christian Bourgois, 2006
- À ma fenêtre, Christian Bourgois Éditeur, 2009
- Toronto, Christian Bourgois Éditeur, 2014